# Kastell Mizda

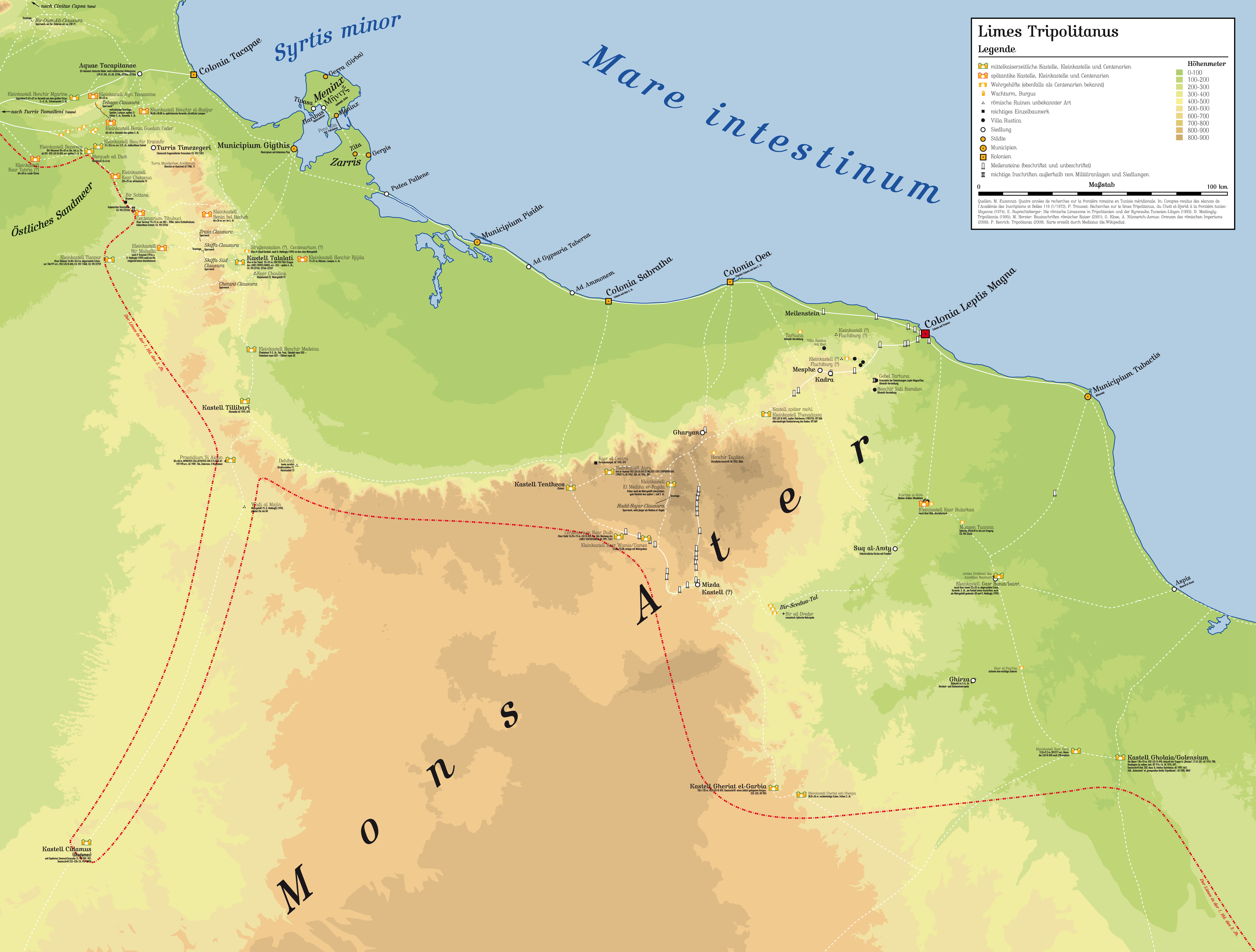
Das mutmaßliche Kastell (Mitte) im Verbund des Limes Tripolitanus

Das Kastell Mizda ist ein mutmaßliches, archäologisch nicht gesichertes Militärlager der Römischen Armee. Die Besatzung der Fortifikation hätte Sicherungs- und Überwachungsaufgaben am Limes Tentheitanus, einem Teilabschnitt des Limes Tripolitanus in der Provinz Africa proconsularis, später Tripolitania, übernehmen müssen. Die Grenzanlagen bildeten hier ein tiefgestaffeltes System von Kastellen und Militärposten. Die Baureste werden unter dem alten Zentrum der Oasenstadt Mizda, Munizip al-Dschabal al-Gharbi, rund 150 km südlich der Landeshauptstadt Tripolis in Libyen verortet.

## Lage
Das gemutmaßte Kastell lag in der Ebene des Oberen Sofeggin, einer Halbwüste, die von Kies- und Geröllfeldern (Hammada) geprägt ist. Das Wadi Sofeggin ist das bedeutendste und größte Trockental Tripolitaniens und bildet mit seinen vielen Nebenarmen ein weitverzweigtes Flusssystem. Es reicht vom Hochland des Dschabal Nafusa bei az-Zintan, in dessen Nähe das wichtige Kastell Thenteos zu suchen ist, hinab nach Süden. Hier beginnt eine mächtige, teils von weiten Trockentälern durchzogenen Steilstufe, die letztendlich zum Fessan hin abfällt. Auf dieser Stufe verläuft das Wadi Sofeggin in einem halbmondförmigen Bogen entlang der Süd- und Südostseite des Nafusa- und Garian-Gebirgszugs bis in die küstennahe Ebene und nach Misrata. Die Trockentäler leiten das zeitweise aus dem Nafusa-Gebirge kommende Regenwasser in den Süden des Berglandes und ermöglichen dort die Bildung der Oasen.
Eine wichtige römische Grenzstraße führte spätestens seit dem 3. Jahrhundert n. Chr. aus az-Zintan hinab in das rund 120 Kilometer südöstlich gelegene Mizda. Entlang dieser Straße wurden mehrere Meilensteine (Miliaria) aus der Regierungszeit des Kaisers Caracalla (211–217) aufgefunden, die in das Jahr 216 n. Chr. datieren. Möglicherweise wurde die Straße bereits während der Regierungszeit des Kaisers Septimius Severus (193–211) angelegt.
Bei Mizda, dessen antiker Name unbekannt ist, verband sich die Nord-Südroute von Tripolis (Oea) über Garian zum südöstlich gelegenen Kastell Gheriat el-Garbia und weiter über die römische Reichsgrenze in den Fessan. Erstaunlicherweise wurden im Gegensatz zur Verbindung durch das Obere Sofeggin nach Norden auf der Strecke zwischen Mizda und Gheriat el-Garbia bisher keine Meilensteine entdeckt. Möglicherweise war die archäologisch bisher nicht fassbare Straße nach Gheriat el-Garbia lediglich eine unmarkierte Sandpiste.

## Forschungsgeschichte und Befunde
Trotz aller Bemühungen ist es bisher nicht gelungen, das Kastell archäologisch zu sichern. Die Fachwelt nimmt dennoch an, dass hier während der Mitte oder der zweiten Hälfte des zweiten Jahrhunderts eine Garnison eingerichtet wurde. Teilweise wird sogar eine noch früherer Gründung postuliert.
In Mizda ließen sich bisher keinerlei konkret verortbare römische Baureste ausmachen. Auch epigraphische Zeugnisse, die für einen Garnisonsplatz sprechen und eindeutig aus Mizda stammen, blieben bisher aus. Während der italienischen Besatzungszeit ab 1912 errichteten die damaligen Machthaber südlich der Altstadt ein Fort, in dessen Mauern antike Spolien verbaut wurden. Unter anderem fand sich eine zivile Grabinschrift. Bedeutender ist jedoch besonders eine Bauinschrift, die entweder unmittelbar aus Mizda oder aus dem Großraum des Oberen Sofeggin stammt:
Iulius Sever[us] Masinthanis filius [...]an
munitionem tunc paren[...] mu-
mi eius renovavit Gaudentius [...]m-
atoribus qua voluntati orna[...]it 
C[...]ND[...] vivat ONMRVV[...]IEM 
PVSHMAR dis permit(t)entibus fili
eius [dev]oti posteri FRVNIS CAN
TVRE V BONA FATORONO
Übersetzung: „Julius Severus, Sohn des Masinthanus [...], hat die Befestigungsanlage erneuert damals [...] seine Eltern [...] Gaudentius nochmalig [...] mit der Zustimmung, mit der er ausgestattet [...] er lebt [...] mit [...] Vertrauen auf die Götter, seine Söhne, die ergebenen Nachkommen [...]“
Sicher ist jedoch, dass Römer in Mizda gesiedelt haben. In den Jahren 1963–1964 untersuchte der Archäologe Antonino Di Vita am Nordrand des Ortes Gräber, die von Grabplatten bedeckt waren. Er datierte den Befund anhand der aufgefundenen Keramik in die römische Epoche.
Einen Hinweis auf römisches Militär gibt ein reliefverzierter Steinblock, der 1949 in der Nähe des italienischen Forts entdeckt wurde. Die Darstellung zeigt mehrere Personen, darunter einen bewaffneten Kamelreiter, der sich in Richtung eines turmartigen Bauwerks, möglicherweise eines Kleinkastells, bewegt. Vielleicht war dieser Steinblock, der wahrscheinlich in die erste Hälfte des dritten Jahrhunderts datiert, ursprünglich über dem Eingang eines Bauwerks angebracht. Weitere, vielleicht römische Spolien, können an heutigen Bauten in Mizda nachgewiesen werden.
Im Herbst 2009 und im Frühjahr 2010 fanden umfassende Feldbegehungen in Mizda statt, die der Archäologe Florian Schimmer und Mitglieder der damals am Kastell Gheriat el-Garbia forschenden Grabungsmannschaft durchführten. Das Fundgut umfasste ausschließlich Keramik, darunter insbesondere nordafrikanische Rotschlicker-Ware und Kochutensilien. Die sicher datierbare Rotschlicker-Keramik stammte sowohl aus der ersten Hälfte des dritten Jahrhunderts als auch aus spätrömischer Zeit und reicht bis in das fünfte Jahrhundert. Die Kochkeramik zeigt starke Ähnlichkeiten mit tripolitanischen Stücken von anderen Fundplätzen und kann in das ausgehende zweite und dritte Jahrhundert datiert werden. Die Feldbegehungen unterstützen die These des Archäologen David Mattingly, dass das vermutete Kastell unter dem Altstadtbereich von Mizda liegt. Falls sich das Kastell dort befunden hat, dehnte sich das Lagerdorf, der Vicus mindestens 250 Meter nach Nordosten aus.
Der Grenzabschnitt zwischen az-Zintan und Mizda ist unter seiner historischen Bezeichnung als Limes Tentheitanus gesichert. Wie durch die Notitia dignitatum, ein spätrömisches Staatshandbuch, überliefert, existierte der Limes Tentheitanus verwaltungstechnisch noch im späten vierten und vielleicht auch noch im frühen fünften Jahrhundert n. Chr. Ein Fortbestehen des mutmaßlichen Kastells von Mizda bis in diese Zeit wäre also nicht ausgeschlossen.